# Nelson H. Barbour

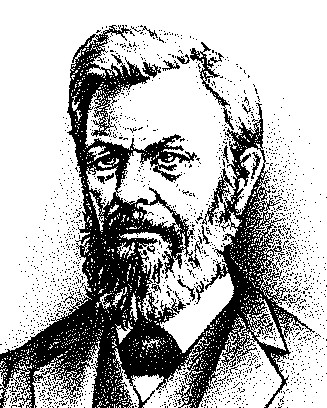
Nelson H. Barbour

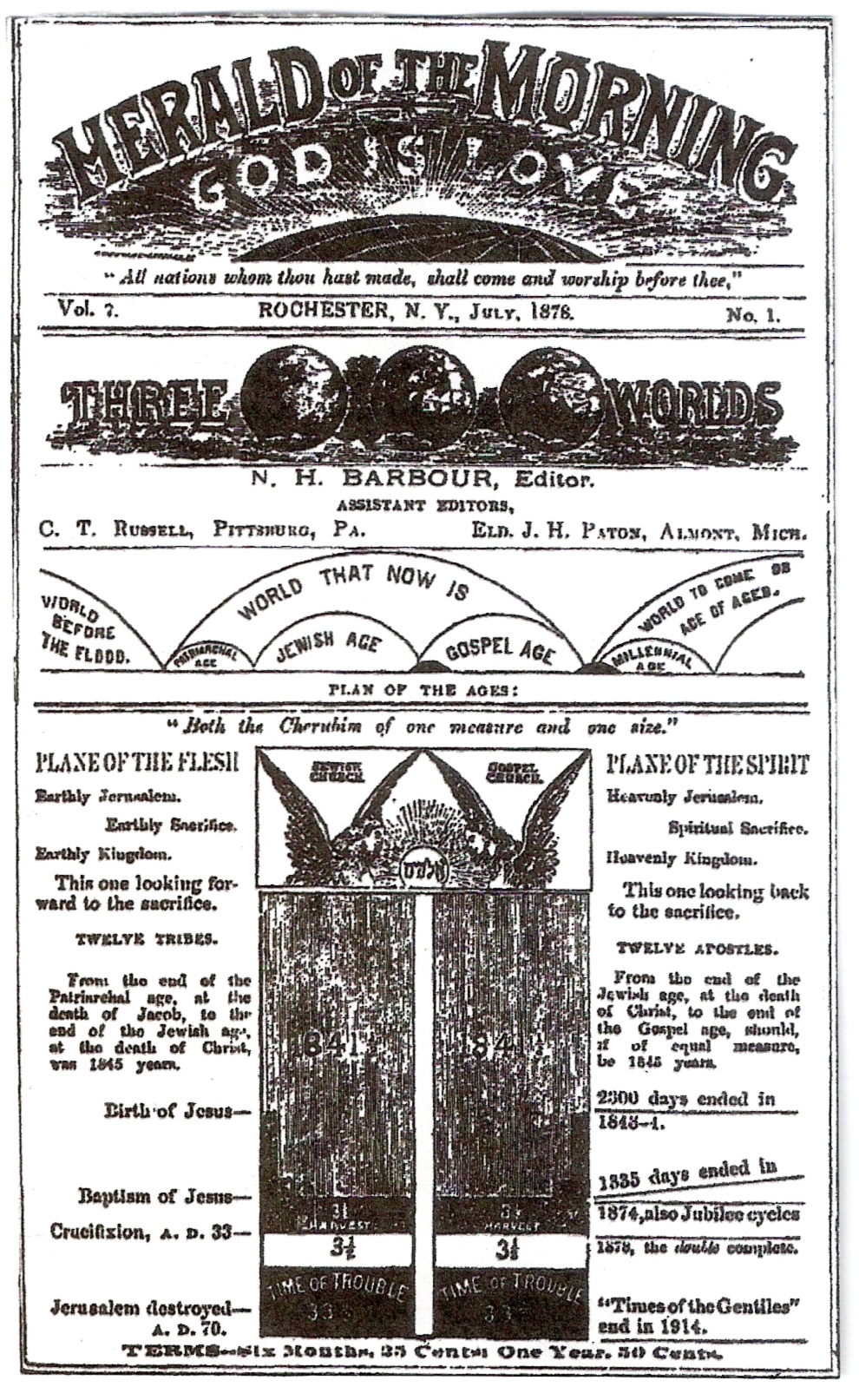
Titelpagina van de Herald of the Morning

Nelson H. Barbour (Throopsville (bij Auburn (New York)), 1824 – ?, 1905) was een milleritische adventist, het meest bekend geworden door zijn associatie met Charles Taze Russell van 1876 tot 1878. Na verschillende jaren van flakkerend geloof door de Great Disappointment ("Grote teleurstelling") over 1844, begon hij de Bijbel te bestuderen aan de hand van talloze werken van geleerden die verschenen in het midden van de negentiende eeuw. Hij publiceerde zijn eigen werk in 1871, met de titel Evidences for the Coming of the Lord in 1873 of The Midnight Cry ("Bewijzen voor de komst van de Heer in 1873" of "De schreeuw om middernacht"). Er verschenen dat jaar twee uitgaven. Barbour en Russell gaven in 1877 gezamenlijk het boek Three Worlds, and the Harvest of This World uit. Dit 196 bladzijden tellende boek behandelde de wederherstelling en Bijbelse tijdprofetieën. Hoewel beide onderwerpen al eerder door anderen waren behandeld, was dit boek naar de mening van Russell „het eerste boek waarin de idee van de wederherstelling met tijdprofetieën werd gecombineerd”. Het zette de opvatting uiteen dat Jezus Christus sinds de herfst van 1874 onzichtbaar tegenwoordig was.
Vanaf 1873/'74 publiceerde hij regelmatig een The Midnight Cry maar veranderde de naam snel daarna in Herald of the Morning ("Aankondiger van de morgen"). Er is weinig bekend over zijn persoonlijke leven buiten wat in de biografie in het tijdschrift verscheen waarnaar onderaan deze pagina wordt verwezen (Engelstalig). Hij was getrouwd. In de jaren 1850 was hij goudzoeker in Australië. Hij keerde van Australië terug naar de Verenigde Staten via Engeland in 1859–'60.
Hij stierf tijdens een reis naar het westen van Amerika in 1905. Hij werd begraven op de Throopsville Rural Cemetery.